# Elecciones legislativas de San Pedro y Miquelón de 2006
Elecciones legislativas para el Consejo Territorial tuvieron lugar en San Pedro y Miquelón en marzo de 2006.

## Resultados
|                                            | Votos | % 1.ª vuelta | Escaños |
| ------------------------------------------ | ----- | ------------ | ------- |
| Archipiélago Mañana (Archipel demain)      | 2 045 | 66,22        | 16      |
| Camino hacia el futuro (Cap sur l'avenir)  | 939   | 30,41        | 2       |
| San Pedro y Miquelón juntos (SPM ensemble) | 104   | 3,37         | 1       |
| Total                                      |       |              | 19      |